# Santa Lucía de Tirajana
Santa Lucía de Tirajana is een plaats en gemeente in de Spaanse provincie Las Palmas in de regio Canarische Eilanden met een oppervlakte van 63 km². Santa Lucía de Tirajana telt 69.178 inwoners (1 januari 2016). De gemeente ligt in het zuidoosten van het eiland Gran Canaria. Behalve de gelijknamige plaats liggen in gemeente nog een aantal andere dorpskernen, waaronder El Doctoral en Vecindario (beiden aan de autosnelweg GC-1).
Het noorden van de gemeente is relatief dunbevolkt en wordt gekenmerkt door woest bergland rondom de hoofdplaats Santa Lucia. Naar de kust toe neemt de bevolkingsdichtheid toe en vindt men steeds meer (glas)tuinbouw (bloemen en fruit), handel en industriële bedrijvigheid, bijvoorbeeld in El Doctoral en Vecindario.

## Afbeeldingen

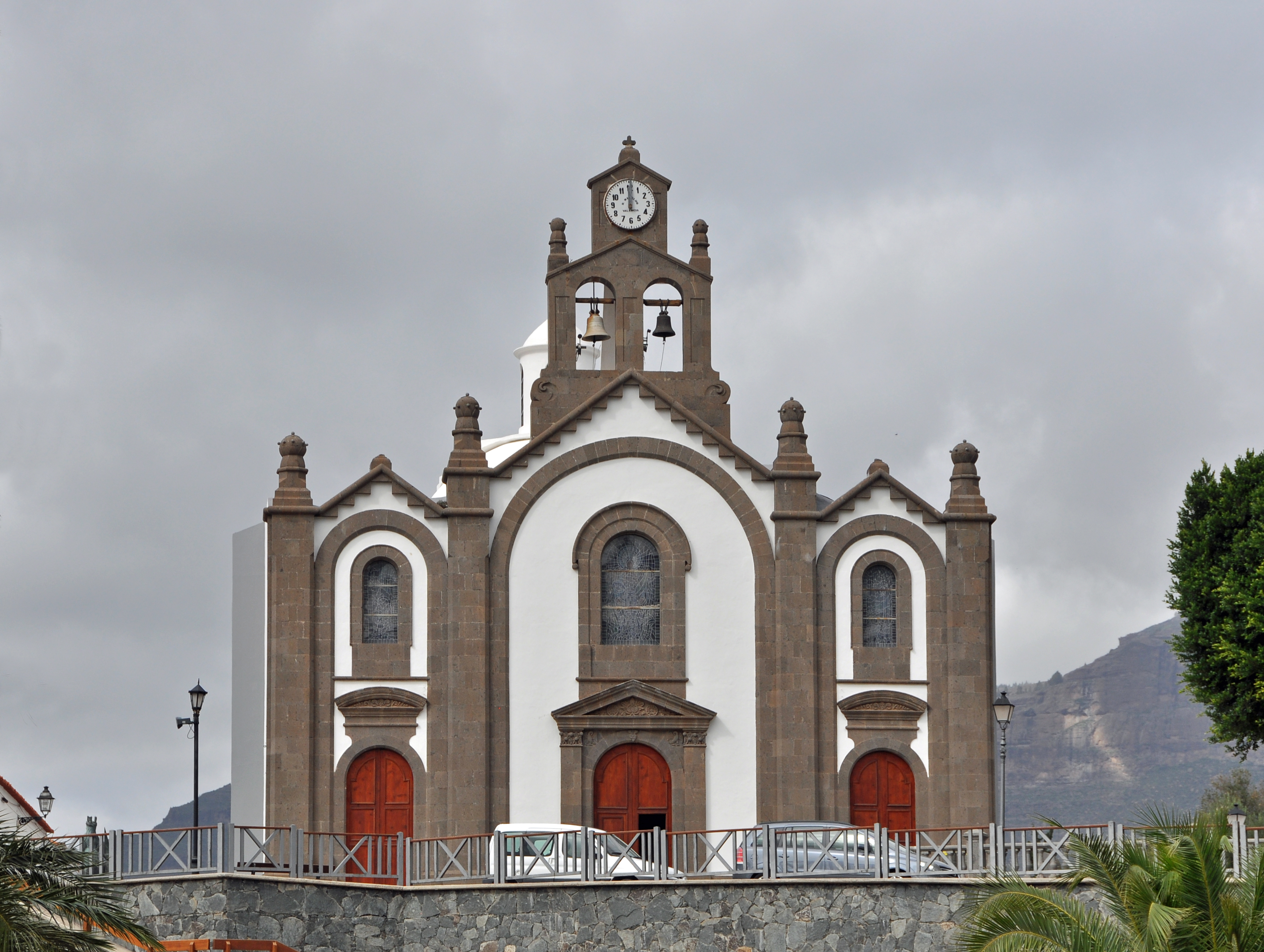
De kerk van Santa Lucía (1898)
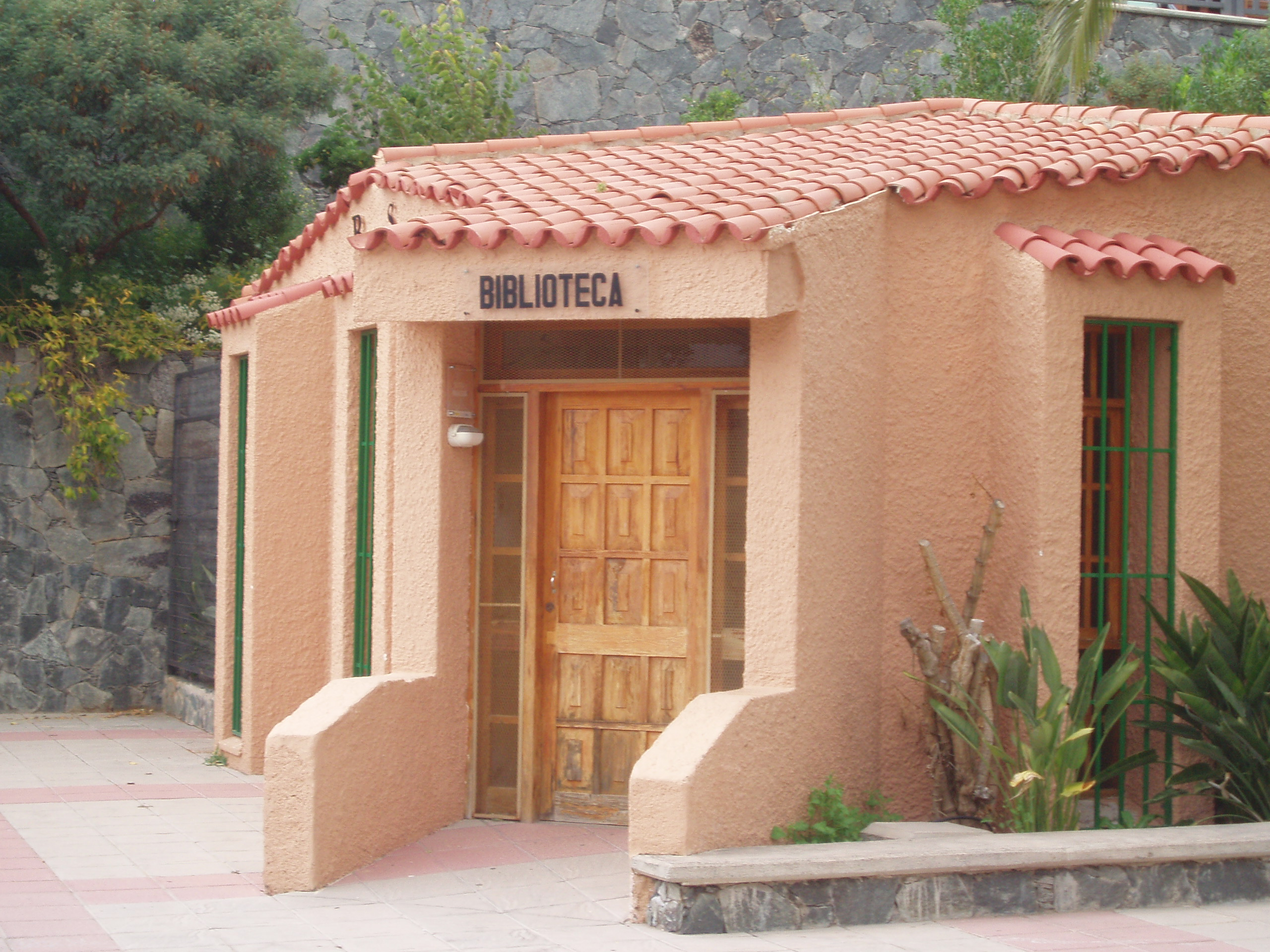
Bibliotheek
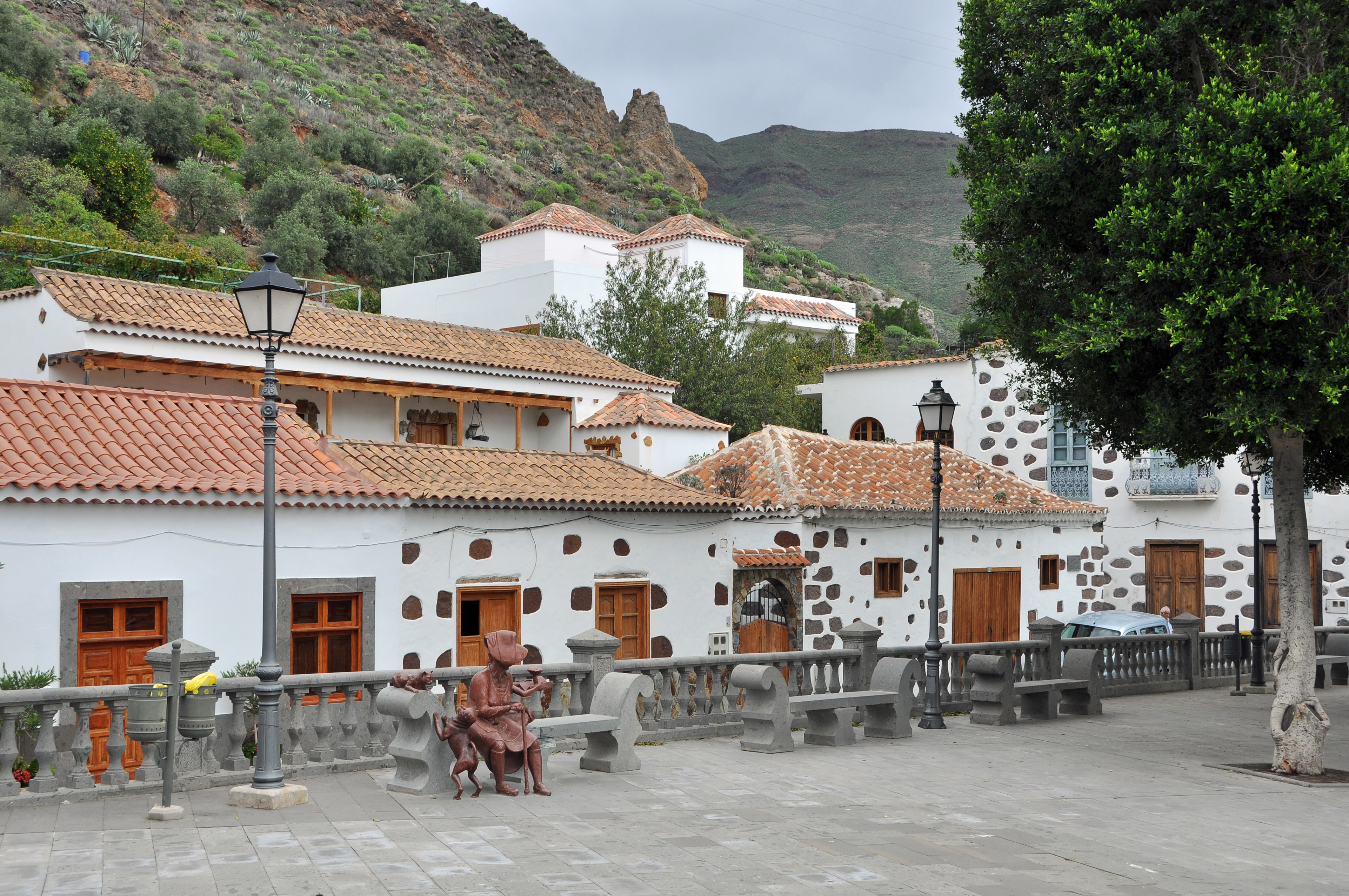
Straatbeeld Santa Lucía
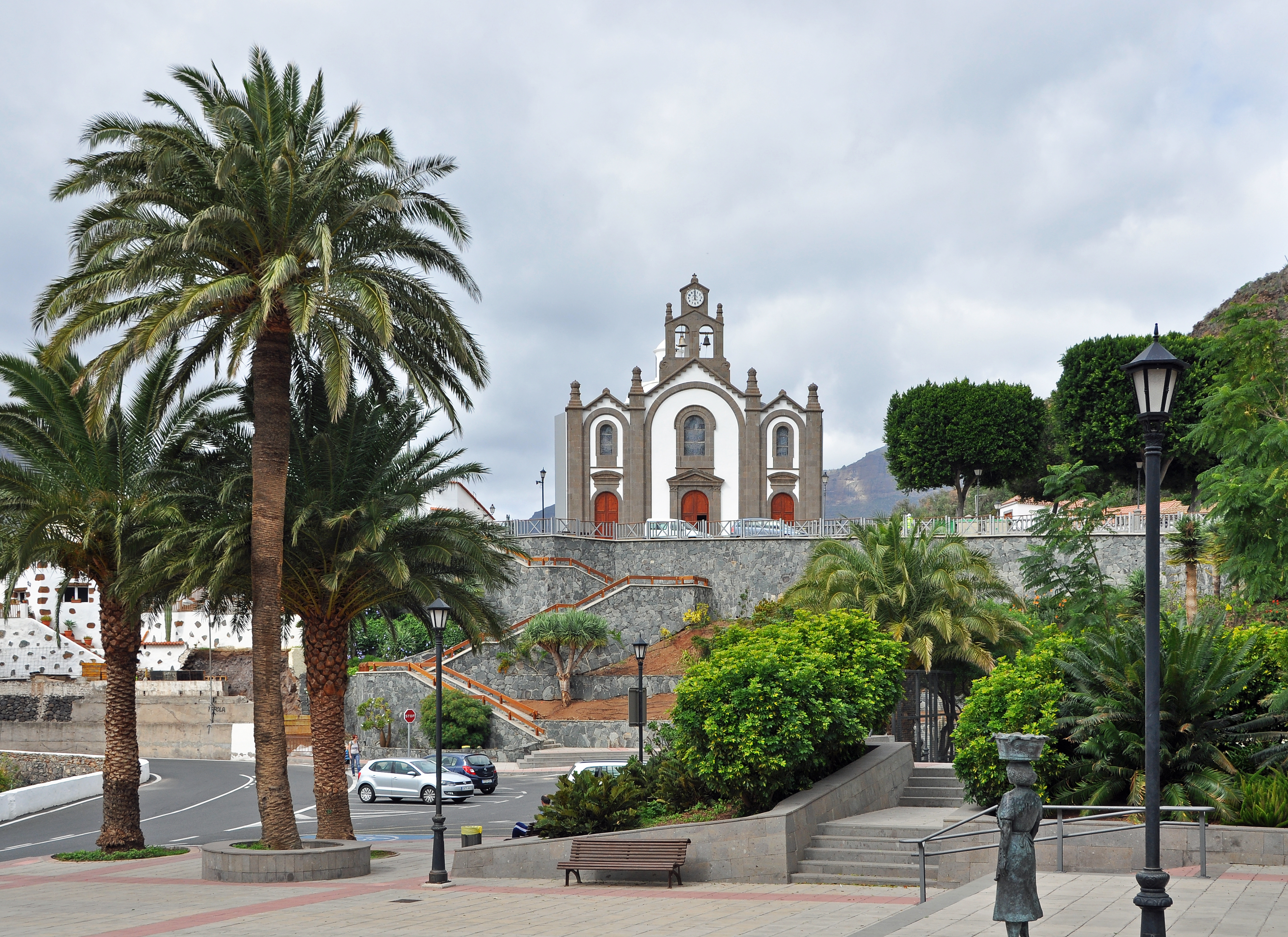
Centrale plein Santa Lucía
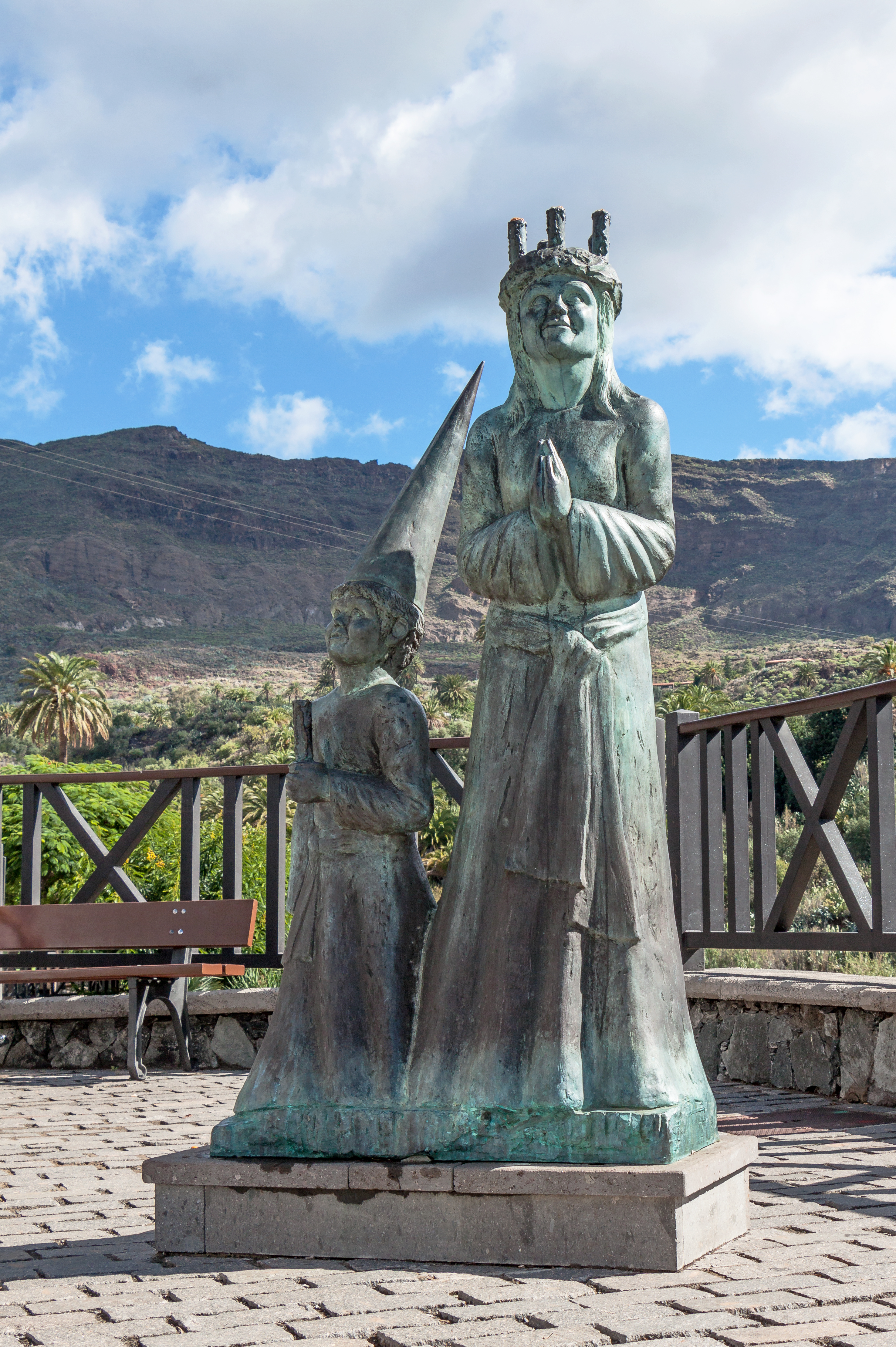
Lucia en sterrenzanger) in Santa Lucía de Tirajan

## Demografische ontwikkeling
Bron: INE; 1857-2011: volkstellingen
Hoofdstad: Las Palmas de Gran Canaria

Gemeenten / gemeentelijke hoofdsteden: Agaete · Agüimes · Artenara · Arucas · Firgas · Gáldar · Ingenio · La Aldea de San Nicolás · Mogán · Moya · San Bartolomé de Tirajana · Santa Brígida · Santa Lucía de Tirajana · Santa María de Guía de Gran Canaria · Tejeda · Telde · Teror · Valleseco · Valsequillo de Gran Canaria · Vega de San Mateo

Overige plaatsen: Arguineguín · Fataga · Maspalomas · Playa del Inglés · Puerto de las Nieves · Puerto de Mogán · Puerto Rico · San Agustín